# Eremias lineolata
Eremias lineolata este o specie de șopârle din genul Eremias, familia Lacertidae, ordinul Squamata, descrisă de Nikolsky 1897. Conform Catalogue of Life specia Eremias lineolata nu are subspecii cunoscute.

## Galerie

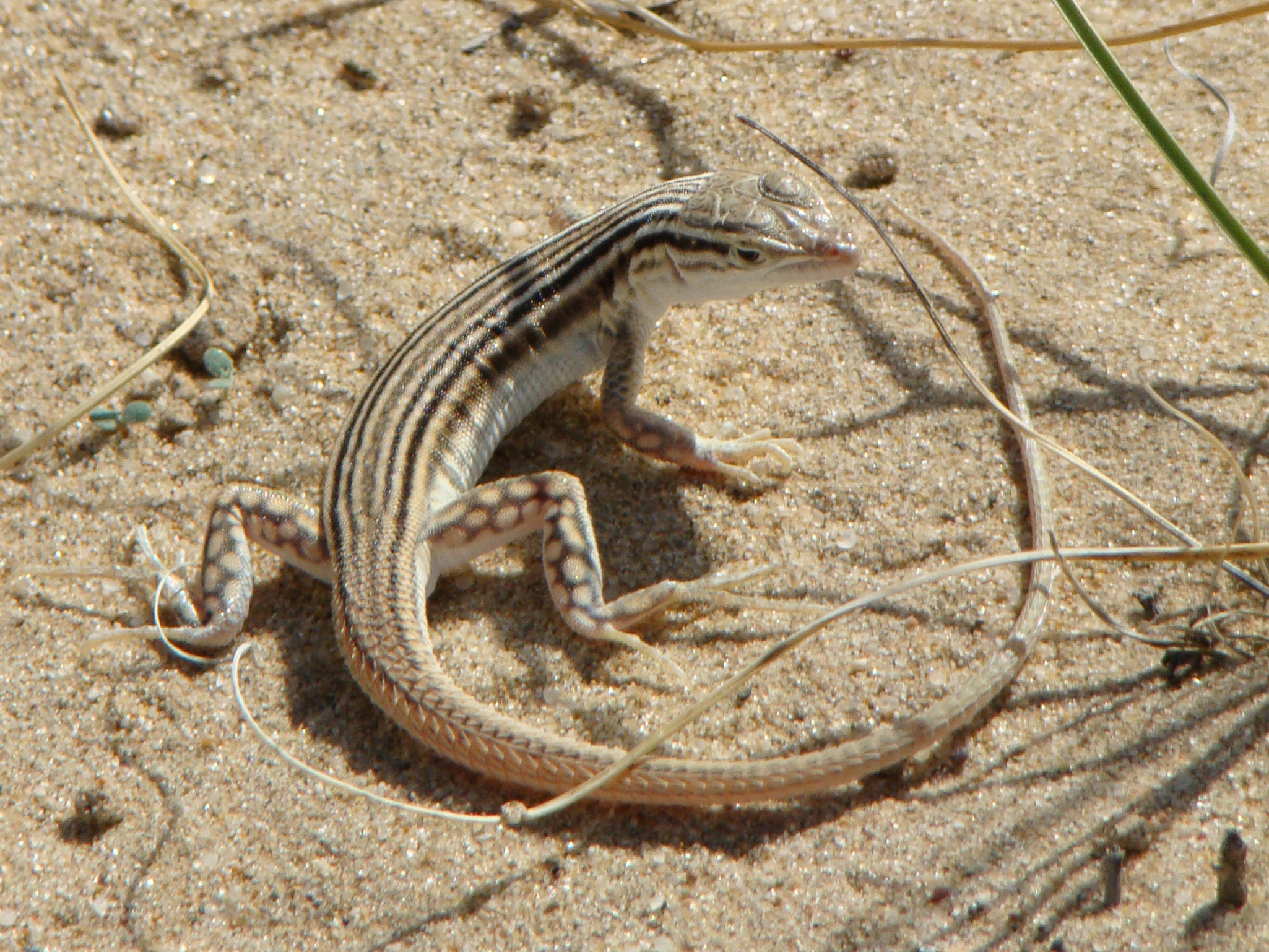
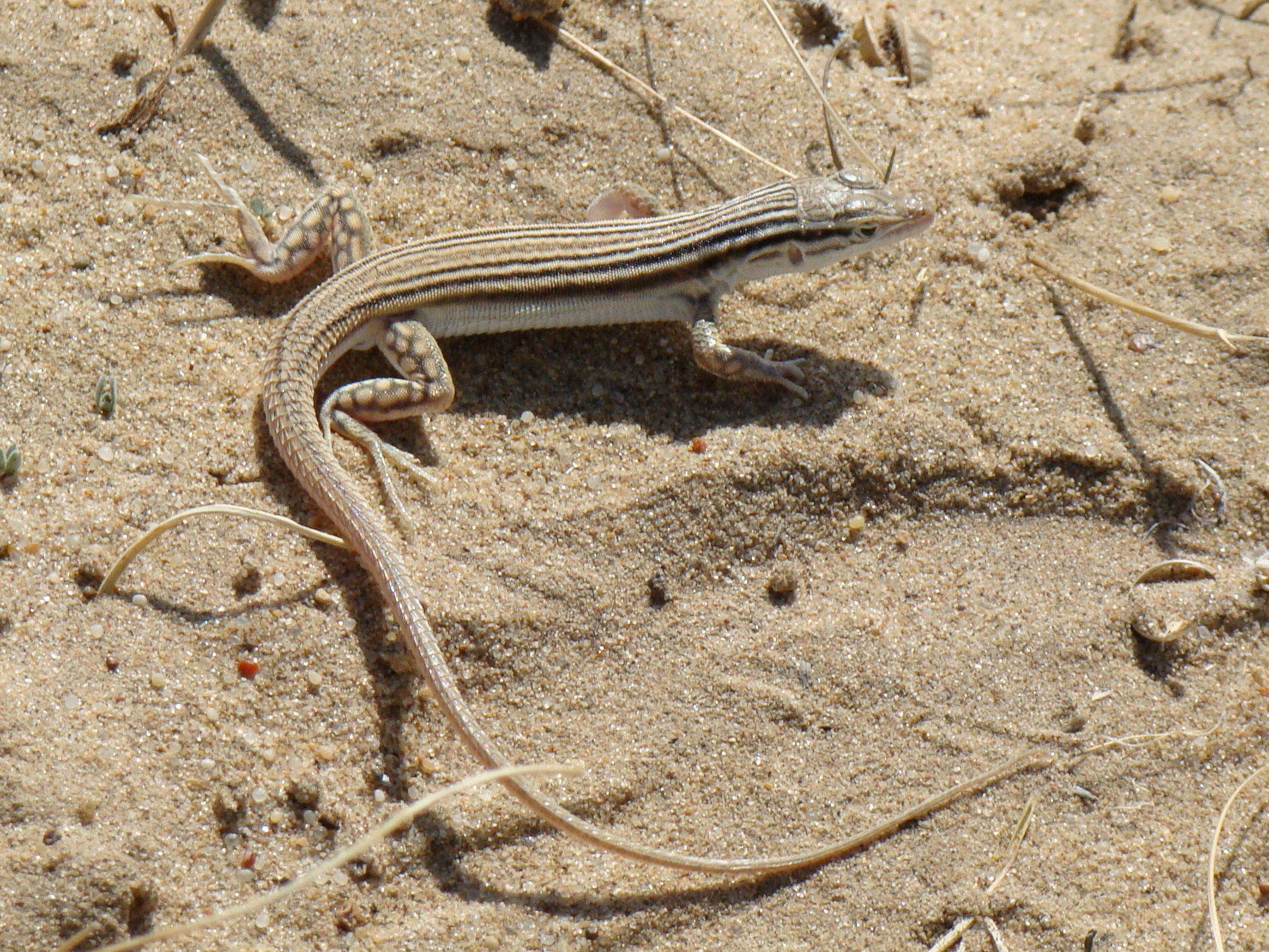
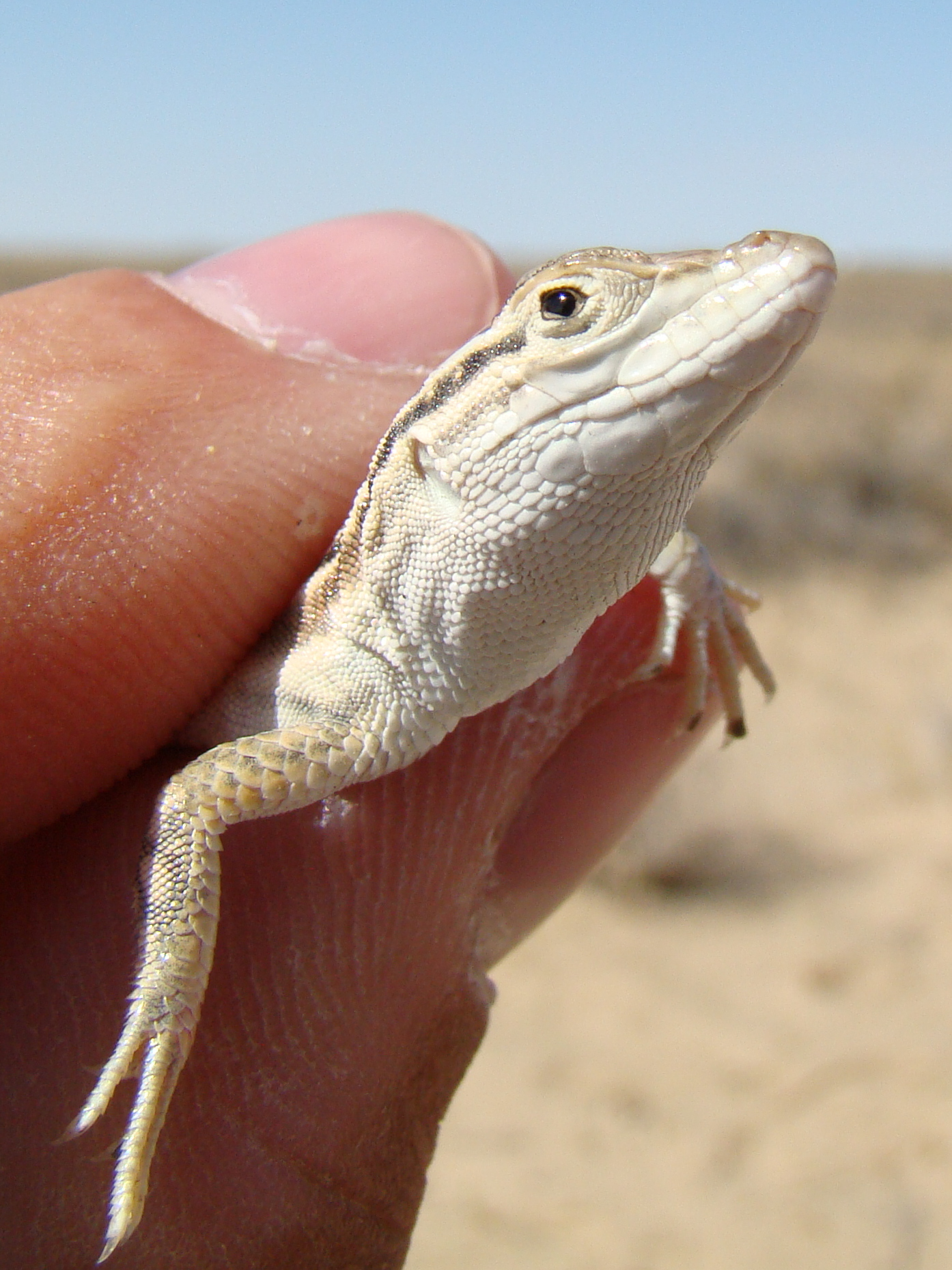
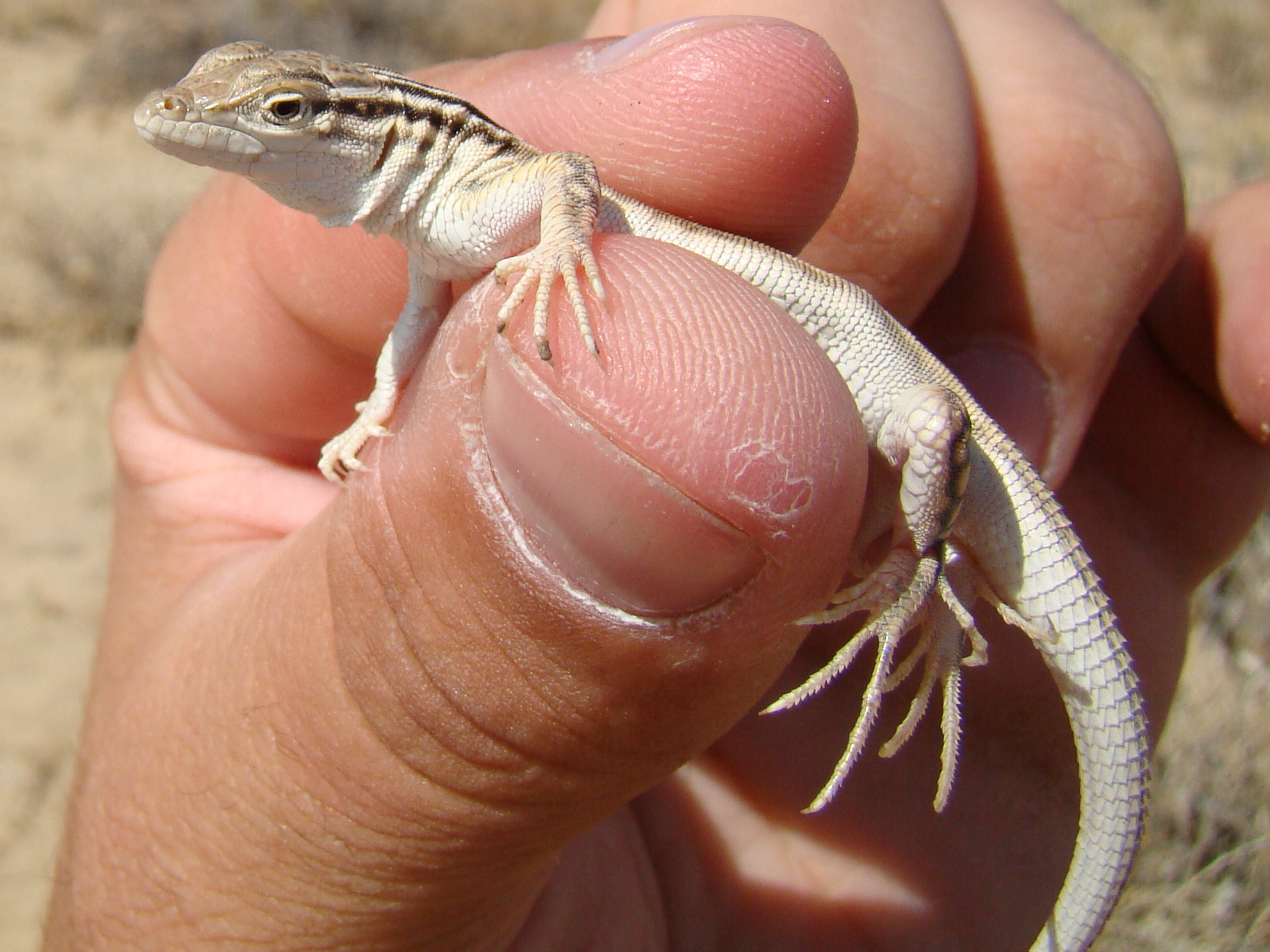
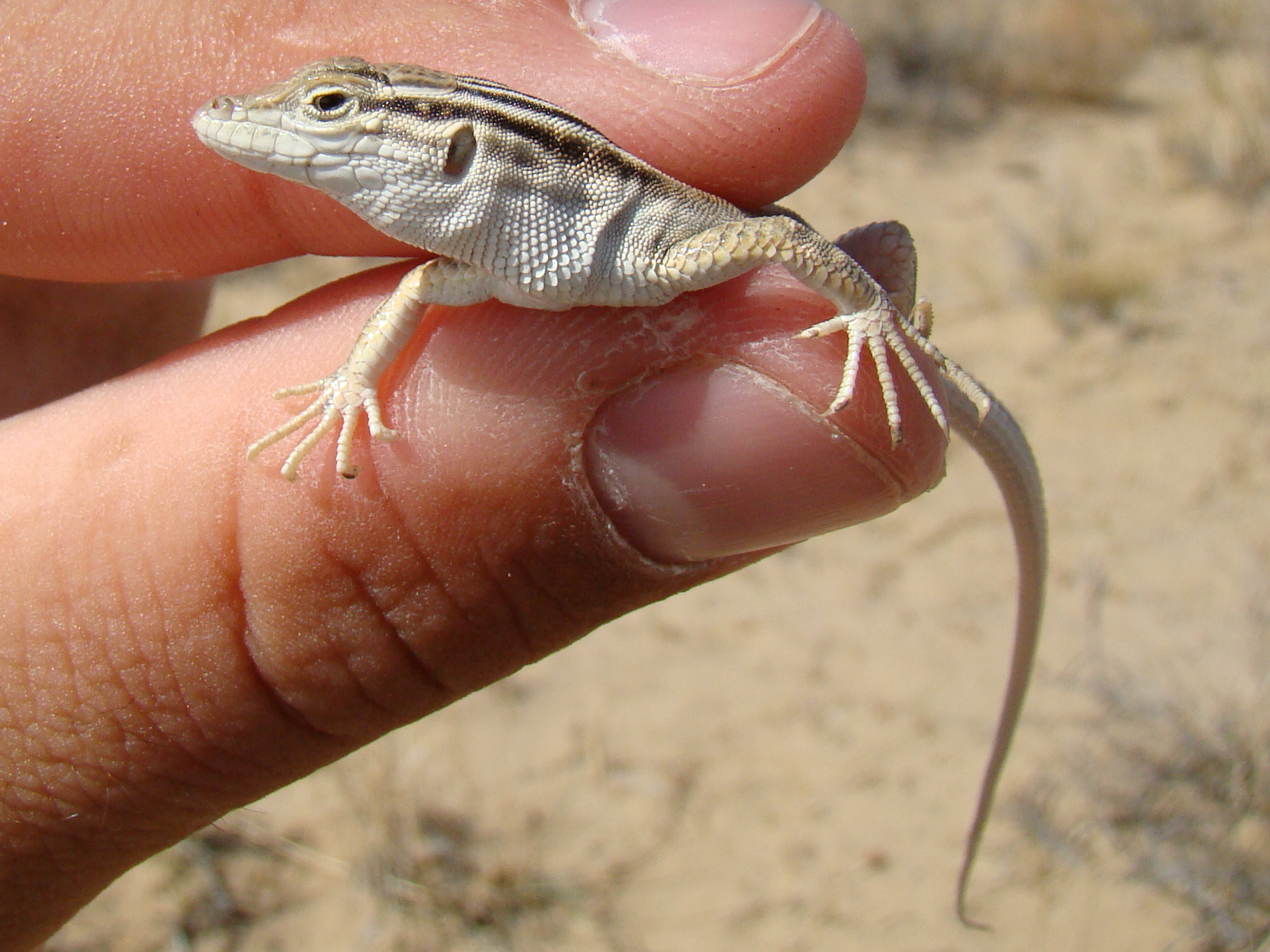
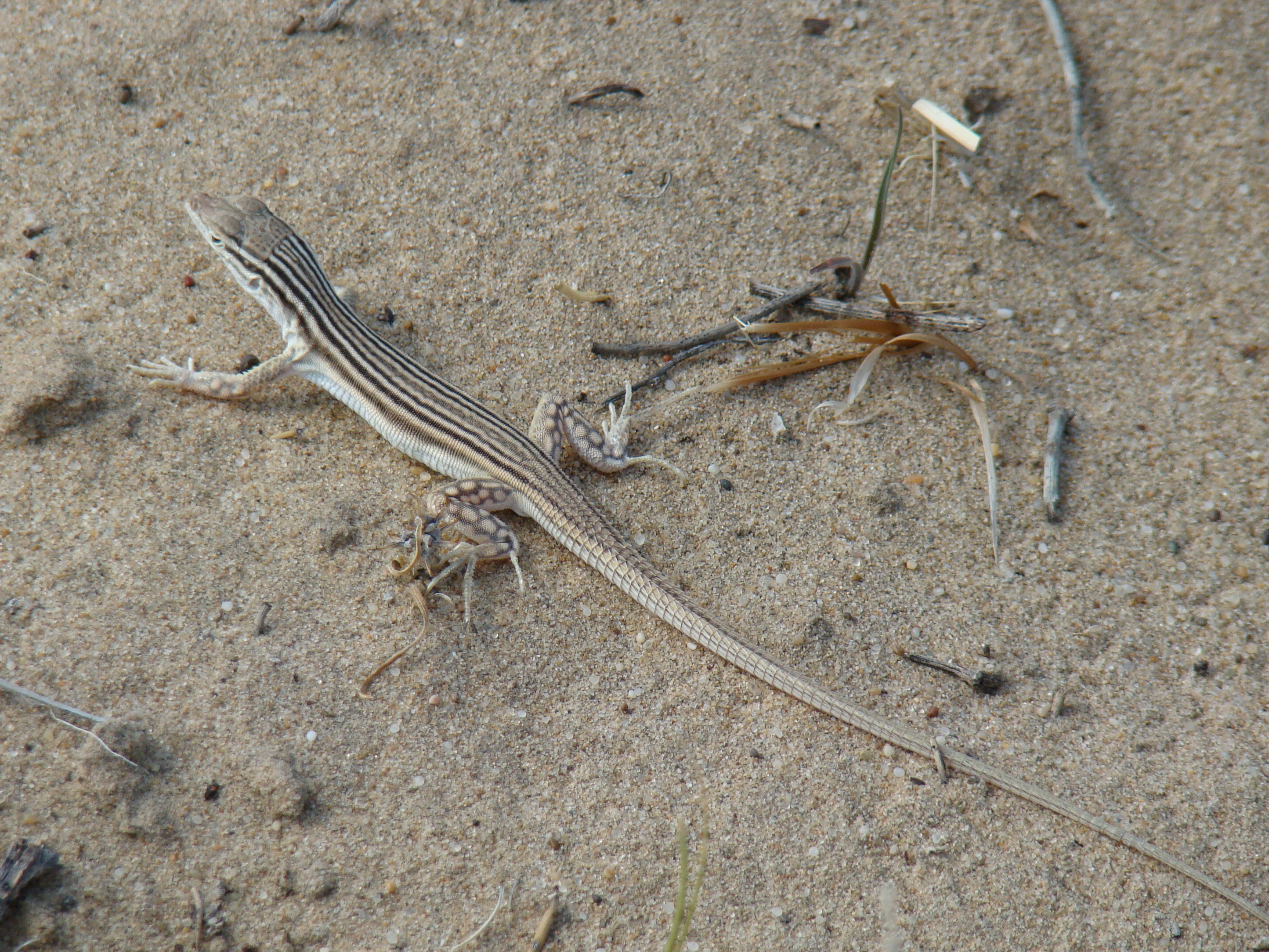